# كانغ بيول
كانغ بيول (بالكورية: 강별)‏ هي ممثلة كورية جنوبية. ولدت يوم 9 أغسطس 1990 في سول في كوريا الجنوبية.

## روابط خارجية
- كانغ-بيول على موقع IMDb (الإنجليزية)
- كانغ-بيول على موقع قاعدة بيانات الفيلم (الإنجليزية)